# Steinhardtit
Steinhardtit (IMA-Symbol Shd) ist ein sehr selten vorkommendes Mineral aus der Mineralklasse der „Elemente“ mit der chemischen Zusammensetzung Al und damit chemisch gesehen allotrope Form von Aluminium. Da bei natürlichen Steinhardtiten allerdings ein geringer Teil des Aluminiums durch Nickel und/oder Eisen ersetzt (substituiert) sein kann, wird die Formel in verschiedenen Quellen auch mit (Al,Ni,Fe) angegeben.
Steinhardtit kristallisiert im kubischen Kristallsystem, im Gegensatz zum gediegen Aluminium, allerdings mit raum- beziehungsweise innenzentriertem Gitter. Das Mineral ist undurchsichtig (opak) und konnte bisher lediglich in Form von kantigen bis tafelförmige Körnern bis etwa 10 μm Größe gefunden werden. Aufgrund der geringen Probengrößen ließen sich bisher weder Mohshärte, noch Farbe oder Strichfarbe definieren.

## Etymologie und Geschichte

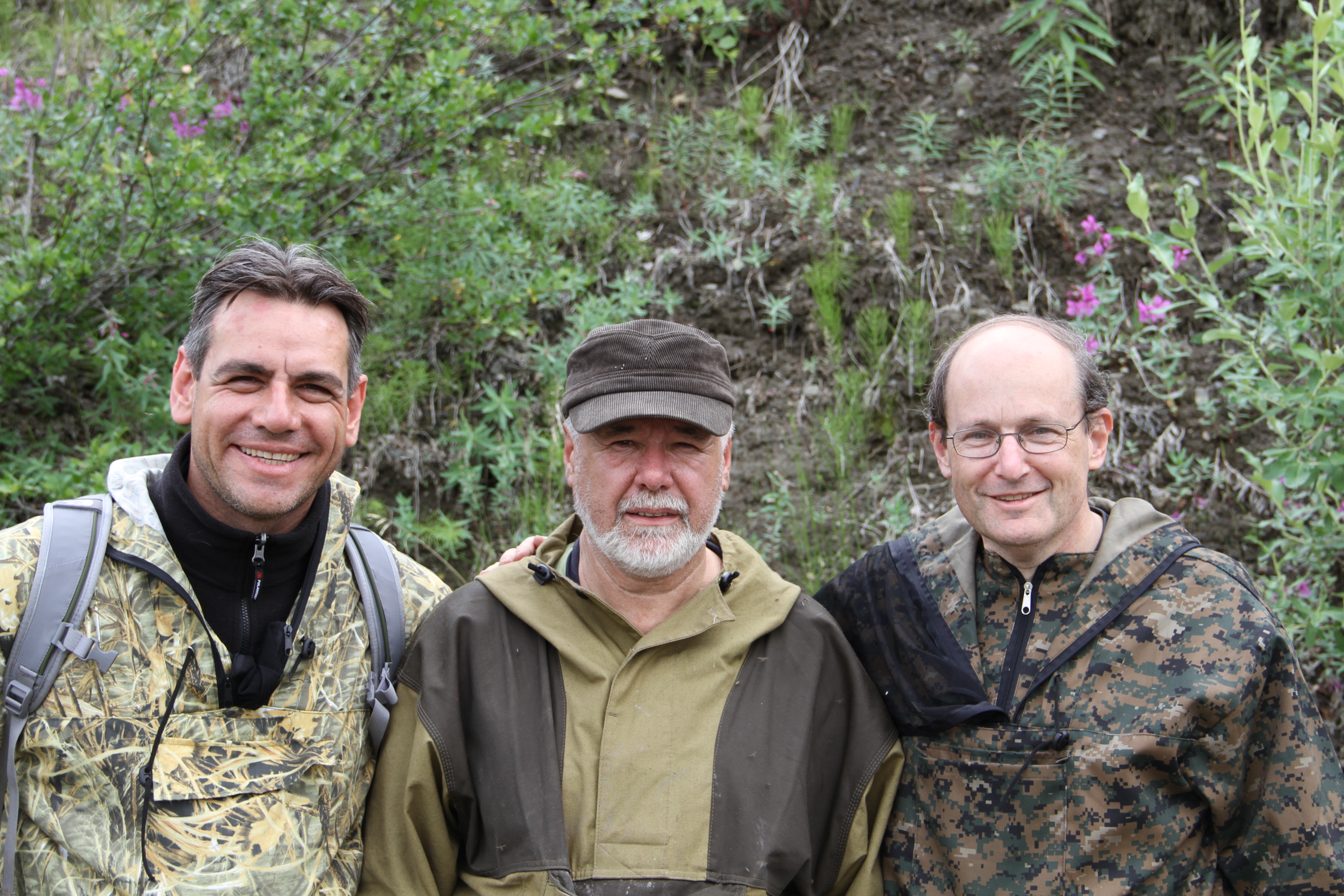
Von links nach rechts: Luca Bindi, Valery Kryachko und Paul Steinhardt während der Chukotka Expedition 2011

Entdeckt wurde Steinhardtit zuerst im Meteoriten Khatyrka (deutsch Chatyrka), der im Juli 2011 nahe dem gleichnamigen Dorf im Autonomen Kreis der Tschuktschen im Fernen Osten Russlands gefunden wurde. Die Analyse und Erstbeschreibung erfolgte durch eine internationale Arbeitsgruppe, bestehend aus den Mineralogen und Geologen Luca Bindi, Nan Yao, Chaney Lin, Lincoln S. Hollister, Glenn J. MacPherson, Gerald R. Poirier, Christopher L. Andronicos, Vadim V. Distler, Michael P. Eddy, Alexander Kostin, Valery Kryachko und William M. Steinhardt (Sohn von Paul Steinhardt) und Marina Yudovskaya. Benannt wurde das Mineral nach Paul Joseph Steinhardt (* 1952), dem US-amerikanischen Physiker und Professor an der Princeton University, um dessen außergewöhnliches Engagement bei der Untersuchung der Mineralogie des Chatyrka-Meteoriten zu ehren, die unter anderem 2011 auch zur Entdeckung des natürlichen Quasikristalls in Gestalt des Minerals Ikosaedrit führte.
Das Mineralogenteam sandte seine Untersuchungsergebnisse und den gewählten Namen 2014 zur Prüfung an die International Mineralogical Association (interne Eingangsnummer der IMA: 2014-036), die den Steinhardtit als eigenständige Mineralart anerkannte. Die Erstbeschreibung wurde noch im gleichen Jahr im Fachmagazin American Mineralogist veröffentlicht. 
Das Typmaterial des Minerals wird in der Mineralogischen Sammlung des Museo di Storia Naturale (auch Museo di Mineralogia dell’Università; MMUFi) in Florenz (Italien) unter der Katalognummer 3142/I (Holotyp, HT) aufbewahrt.

## Klassifikation
Da der Steinhardtit erst 2014 als eigenständiges Mineral anerkannt wurde, ist er weder in der veralteten 8. Auflage noch in der von der IMA zuletzt 2009 aktualisierten 9. Auflage der Mineralsystematik nach Strunz verzeichnet. Auch die vorwiegend im englischen Sprachraum gebräuchlichen Systematik der Minerale nach Dana kennt den Steinhardtit noch nicht.
In der zuletzt 2018 überarbeiteten Lapis-Systematik nach Stefan Weiß, die formal auf der alten Systematik von Karl Hugo Strunz in der 8. Auflage basiert, erhielt das Mineral die System- und Mineralnummer I/A.03-007. Dies entspricht der Klasse der „Elemente“ und dort der Abteilung „Metalle und intermetallische Verbindungen“, wo Steinhardtit zusammen mit Aluminium, Cupalit, Ikosaedrit und Khatyrkit eine unbenannte Gruppe mit der Systemnummer I/A.03 bildet.
Die von der Mineraldatenbank „Mindat.org“ weitergeführte Strunz-Klassifikation ordnet den Steinhardtit wie die Lapis-Systematik in die Abteilung der „Metalle und intermetallische Verbindungen“ (englisch Metals and Intermetallic Alloys), genauer in die Unterabteilung „Kupfer-Cupalit-Familie“ (englisch Copper-cupalite family), wo er zusammen mit Aluminium, Blei, Gold, Kupfer, Nickel und Silber sowie den unbenannt anerkannten Mineralen UM2004-08-E:AuCuPd und UM1991-06-E:AuCu die „Kupfergruppe“ (englisch Copper Group) mit der Systemnummer 1.AA.05 bildet (vergleiche dazu auch gleichnamige Unterabteilung in der Klassifikation nach Strunz (9. Auflage)).

## Chemismus
Insgesamt 9 Analysen mit der Elektronenmikrosonde an zwei verschiedenen Fragmenten des Khatyrka-Meteoriten ergaben auf der Basis von einem Atom die durchschnittliche Zusammensetzung Al0,38Ni0,32Fe0,30. Dies entspricht einem Massenanteil (Gewichtsprozent) von 22,41 Gew.-% Al, 40,90 Gew.-% Ni und 36,23 Gew.-% Fe.
Von der Arbeitsgruppe um Luca Bindi wurde auch die Möglichkeit einer quasikristallinen Legierung untersucht, die in dem System Al–Ni–Fe unter anderem 1994 von U. Lemmerz et al. sowie 2009 von P. P. Parshin et al. bereits beschrieben wurden. Die Die dekagonale Phase ist zwar in einem engen Zusammensetzungsbereich um Al71Ni24Fe5 thermodynamisch stabil, damit jedoch weit von der für Steinhardtit ermittelten empirischen Zusammensetzung von Al38Ni32Fe30 auf der Basis von 100 Atomen. Allerdings wurde eine große Variation des Al/(Ni+Fe)-Verhältnisses beobachtet und legte die Vermutung nahe, dass der dekagonale Quasikristall noch im Khatyrka-Meteoriten gefunden werden könne. Ein Jahr nach der Entdeckung von Steinhardtit wurde diese Vermutung mit der Entdeckung und Anerkennung des Minerals Decagonit bestätigt.

## Kristallstruktur

Elementarzelle des kubisch innenzentrierten Steinhardtits

Steinhardtit kristallisiert in der kubischen Raumgruppe Im3m (Raumgruppen-Nr. 229) mit dem Gitterparameter a = 3,0214(8) Å sowie zwei Formeleinheiten pro Elementarzelle.

## Bildung und Fundorte
In seiner Typlokalität, dem kohlenstoffhaltigen Chondrit-Meteoriten Khatyrka, bildete sich Steinhardtit wahrscheinlich durch Impaktmetamorphose (auch Schockmetamorphose). Weitere Minerale, die zum Zeitpunkt der Entdeckung von Steinhardtit in den Meteoritenfragmenten identifiziert wurden und damit als mögliche Begleitminerale von Steinhardtit angesehen werden können, sind Ahrensit, Coesit, Cupalit, Diopsid, Forsterit, Ikosaederit, Khatyrkit, Klinoenstatit, Magnetit, Nephelin, Pentlandit, Ni-Al-Mg-Fe-Spinelle, Stishovit, Taenit (auch Al-haltig), Trevorit und kupferhaltiger Troilit.
Der Meteorit Khatyrka ist bisher der einzige bekannte Fundort für Steinhardtit.